# 제럴드 키드
제럴드 키드(Gerald Kyd, 1973년 1월 1일 ~ )는 배우, 연극 배우, 텔레비전 배우이다.
프리토리아에서 태어났다.

## 방송
- 퍼슨스 언노운
- 캐주얼티 21
- 캐주얼티 14
- 캐주얼티 13

## 영화
- 셜록: 유령신부 (2015년)
- 퍼슨스 언노운 (2010년)
- 레거시 (2010년)
- 올 인 더 게임 (2006년) - 라자 역
- 디펜더 (2004년) - 모건 역
- 욕망의 원리 (2003년)
- 툼 레이더 2 - 판도라의 상자 (2003년)
- 캐주얼티 (1986년)